# Anthene albicans
Anthene albicans är en fjärilsart som beskrevs av Karl Grünberg 1910. Anthene albicans ingår i släktet Anthene och familjen juvelvingar. Inga underarter finns listade i Catalogue of Life.